# お
お、オは、日本語の音節の1つであり、仮名の1つである。1モーラを形成する。五十音図において第1行第5段（あ行お段）に位置する。

## 概要

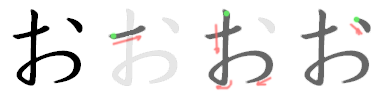
「お」の筆順

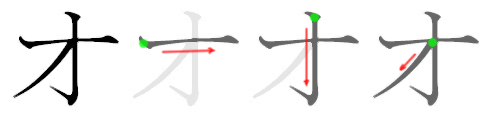
「オ」の筆順

- 現代標準語の音韻: 五母音の1つ /o/。円唇、後舌の中開き母音。すなわち、舌の後ろの方を中程度盛り上げて響きを作り、口は中程度開く。国際音声記号では円唇後舌半狭母音[o]と円唇後舌半広母音[ɔ]の中間音で、精密表記では [o̞]もしくは[ɔ̝]と記述できる。
- 五十音順: 第5位。
- いろは順: 第27位。「の」の次、「く」の前
- 平仮名「お」の字形: 「於」の草体
- 片仮名「オ」の字形: 「於」の偏の変化
- ローマ字: o
- 点字:
- 通話表: 「大阪のオ」
- モールス信号: ・－・・・
- 手旗信号：1→2→3

- 発音： お[ヘルプ/ファイル]

## お に関わる諸事項
- お段の後に「う」が置かれた場合には、「オ」と発音する。
  - 例：「構想」=こうそう→コオソオ=コーソー、「ゾウ」 =ぞう→ゾオ=ゾー
- 「ウォ」「ヴォ」「クォ」「グォ」「ツォ」「フォ」のように「ぉ」を小さく書いた場合は、拗音と同じように直前の文字と合わせて1つの音を構成する。すなわち、前の文字と合わせて1モーラを形成する。基本的に前の文字の母音をなくして子音だけにするか母音を半母音化して、それに/o/を合わせた音を表す。
  - ただし、語彙によっては「ぉ」が小さく書いてあっても大書きしたのと同様の発音になることがある。
例：「クォーツ」（→クオーツ）
  - 俗にお段の仮名の後に使われることがあり、この場合は大書きしたのと同様長音となり、単独で1モーラを構成する。
- 助詞「を」を除いて、「オ」と発音するものは現代仮名遣いでは「お」と書く。歴史的仮名遣いとの関係は:
「ふ」：あふぐ→あおぐ、「ほ」：かほ（顔）→かお、「を」：さを（棹）→さお
- 「オー」のうち、歴史的仮名遣いで「オ段+お・ほ・を」と書かれていたものは、現代仮名遣いでは「オ段+お」と書く。
- 凄いものを見て驚いたときなどに，この一文字を発することもある。
- 遠目に「あ」と紛らわしいため、そして「を」と発音が紛らわしいため、自動車用ナンバープレートには用いられない（→し・へ・ん）。ただし一部の市町村での原付ナンバーには用いられている（しも同様）。
- 変体仮名の「お」で最もよく知られる「𛀕」も、元の字は「於」であるが、崩し方が異なる。
- 片仮名の「オ」は漢字の「才」に字形が類似しているため、外国での日本語パンフレットでは「才」が「オ」の代わりに使われる事がある。が、「オ」は「方」（かたへん）の変形である（「於」書写体の偏）。「才」は字形から「扌」（てへん）に分類されており、全く系統が異なっている。
- プロ野球中継の点数表示やスポーツ新聞の勝敗表などでは、「オ」はオリックス・バファローズの略として用いられる。
- 日本語の丁寧表現として使われる接頭辞（→御）。
- 日本国有鉄道（国鉄）・JRでの鉄道車両の記号
  - 客車の重量区分 (32.5 t - 37.5 t) を表す。ほかにもコ、ホ、ナ、ス、マ、カも存在する。国鉄客車の車両形式#オ級を参照。
  - 貨車のうち大小いくつかの大きさが存在する車種において大型の方を表す。国鉄貨車の車両形式#特殊標記符号を参照。
- オ (ゲール語)（O'） - アイルランド系の姓の一部(父称)。「～の（子孫）」の意。